# Wollongong
För kommunen med samma namn, se City of Wollongong.
Wollongong är en stad i New South Wales, Australien, vid Stillahavskusten ca 82 km söder om Sydney. Staden hade 285 678 invånare vid folkräkningen 2016.
Wollongong är landets nionde största stad och den tredje största i New South Wales efter Sydney och Newcastle. Staden är belägen på en kustremsa, med Stilla havet i öst och en brant, the Illawarra Escarpment, i väster.
Området befolkades ursprungligen av aboriginer. De första européer att besöka området var George Bass och Matthew Flinders, som anlände 1796. De första bosättarna kom i början av 1800-talet och staden grundades under 1830-talet. Stadens rådhus byggdes 1886. Kolfyndigheter lockade industrier till staden. Även stålindustrin har varit en viktig näring. Många invånare pendlar till arbeten i Sydney.

## Universitet och högskolor
- University of Wollongong

## Transport
- Wollongongs pendeltåg